# لورد كرومر
إيفلين بارينج ، لورد كرومر الأول (26 فبراير 1841 - 29 يناير 1917)، رجل دولة ودبلوماسي ومسؤول استعماري بريطاني. شغل منصب المراقب العام البريطاني في مصر خلال عام 1879، كجزء من الرقابة الدولية التي أشرفت على الشؤون المالية المصرية بعد إفلاس مصر عام 1876. أصبح فيما بعد وكيلًا وقنصلًا عامًا في مصر من عام 1883 إلى عام 1907 أثناء الاحتلال البريطاني بعد الثورة العرابية. أعطى هذا المنصب لبارينج سيطرة فعلية على الشؤون المالية والحوكمة المصرية.
أدت سياسة بارينج إلى تنمية اقتصادية محدودة في مصر في مناطق معينة، لكنها عمقت اعتمادها على المحاصيل النقدية (المحاصيل الزراعية التي تزرع بغرض البيع في السوق أو للتصدير لتحقيق الربح)، فضلاً عن تراجع بعض الخدمات الاجتماعية (مثل نظام المدارس الحكومية).

## حياته
كان بارينج الابن التاسع لهنري بارينج وزوجته الثانية سيسيليا آن. ينحدر الفرع الإنجليزي لعائلة بارينج من يوهان بارينج [الإنجليزية] الذي هاجر من ألمانيا عام 1717. ابن يوهان (وهو السير فرانسيس [الإنجليزية]) هو مؤسس بنك بارينجز [الإنجليزية]. عندما توفي والده عام 1848 أُرسل بارينج البالغة من العمر سبع سنوات آنذلك إلى مدرسة داخلية. وفي عمر الرابعة عشرة التحق بالأكاديمية العسكرية الملكية وتخرج في سن السابعة عشرة برتبة ملازم في سلاح المدفعية الملكية. أرسل في بداية مسيرته المهنية للعمل على بطارية مدفعية في جزيرة كورفو.

## وصلات خارجية
- لورد كرومر على موقع الموسوعة البريطانية (الإنجليزية)
- مؤلفات Evelyn Baring, 1st Earl of Cromer في مشروع غوتنبرغ
- Evelyn Baring Cromer (1908). Modern Egypt. The Macmillan company. مؤرشف من الأصل في 2014-08-04.
- Evelyn Baring Cromer (1903). Paraphrases and Translations from the Greek. Macmillan. مؤرشف من الأصل في 2020-01-25.
- Archival material relating to لورد كرومر listed at the UK National Archives